# Boszorkányt vettem feleségül
A Boszorkányt vettem feleségül (eredeti cím: I Married a Witch) 1942-ben bemutatott amerikai fekete-fehér romantikus filmvígjáték René Clair rendezésében. A film alapjául Thorne Smith The Passionate Witch című 1941-es regénye szolgált, melyet a szerző korai halála miatt Norman H. Matson fejezett be. A főbb szerepekben Veronica Lake, Fredric March, Cecil Kellaway és Susan Hayward látható. 

## Cselekmény
A 17. századi salemi boszorkányperek idején Danielt, a varázslót és leányát, Jennifert boszorkányságért elítélték és máglyán megégették. Jennifer azonban még elfogatása előtt megátkozta a feljelentőt, a puritán Jonathan Wooley-t (Fredric March), hogy ő és minden ivadéka legyen boldogtalan a szerelemben, minden házasságuk legyen szerencsétlen, amíg csak a család neve él. A hamvak fölé Wooley tölgyfát ültet, hogy annak erős gyökerei leláncolva tartsák az ördögi szellemeket, és megelőzzék visszatérésüket, Wooley reménye szerint mindörökre. A következő két és fél évszázad során Wooley férfi utódai mind rossz házasságot kötöttek, zsarnoki, házsártos feleségektől szenvednek.
Elérkezünk a jelenkorba, a tölgyfát egy villámcsapás szétforgácsolja, Daniel és Jennifer szelleme kiszabadul. Testük még nincs, ködszerű füstfelhő formájában indulnak el felfedezni a megváltozott világot és valami gonosz rontást hozni az emberekre. Kezdetnek a búzatermést akarják elverni, de a vetés helyén már várost találnak. Benéznek egy gazdag házba, ahol éppen vidám estélyt adnak. Jennifer irigyen nézi a szép estélyi ruhákban táncoló és flörtölő nőket, gusztálja az őket körüludvaroló elegáns férfiakat. Felismeri Wallace Wooley-t, aki éppen kormányzóvá választásáért kampányol. Eljegyzett menyasszonya Estelle Masterson (Susan Hayward), akinek apja, J.B. Masterson sok pénzzel támogatja jövendő vejének politikai ambícióit. Daniel és Jennifer, a két füstfelhő a bárpulton hagyott üres italos palackokban rejtőzik el. Jennifert csiklandozzák a pezsgőbuborékok, Daniel megvidámodva kóstolgatja a whiskyt. Seprűn lovagolva utaznak tovább. Jennifer könyörög apjának, adjon neki testet, hogy emberi alakban jól megkínozhassa a gyűlölt Wooley-utódot. Mivel Jennifer előző testét tűz emésztette el, az újnak is tűzben kell megszületnie, Daniel felgyújt egy zarándokszállást. Senki sem sérül meg, de az épület porig ég. A lángok között megjelenik Jennifer vonzó szőke női testben (Veronica Lake). Az arra járó Wallace menti ki az összeomló épületből. Jennifer igyekszik rávarrni magát Wallace-ra, de ő bolondnak nézi, kórházba viszi, ahol semmilyen sérülést nem találnak rajta. Amikor senki sem látja, Jennifer odafüttyenti a takarítónő seprűjét, és kiszökik a kórházból, Wallace lakására megy. Belépésekor az elátkozott ősapa, a puritán Jonathan Wooley képe leesik a falról. Wallace azt hiszi, politikai ellenfelei keze van a dologban, a lánnyal akarják kompromittálni és megbuktatni. Beülteti egy taxiba, de onnan is eltűnik és ismét Wallace lakásán tűnik fel. Az esküvő reggelén Margaret, harminc éve Wallace házvezetőnője, anyja helyett anyja Jennifert találja Wallace ágyában, nagy felháborodására.
Wallace vonzódni kezd Jenniferhez, de tervezett házasságát nem akarja kockára tenni. Jennifer szerelmi bájitalt kotyvaszt, hogy elcsábíthassa a férfit. Apja, Daniel is testet akar ölteni, de ehhez le kell égetnie egy házat. Jennifer arra kéri, ne Wooley házát gyújtsa fel, hanem azt, ahol Wooley a menyasszonyával időzik, hogy a férfi hazajöjjön őhozzá. Így is történik, de Wooley ősapa képe a falról Jennifer fejére esik, elájul. Wallace magához téríti és inni ad neki, víz helyett a bájitalból. Jennifer beleszerelmesedik Wallace-ba, ő azonban otthagyja, siet az esküvőjére.

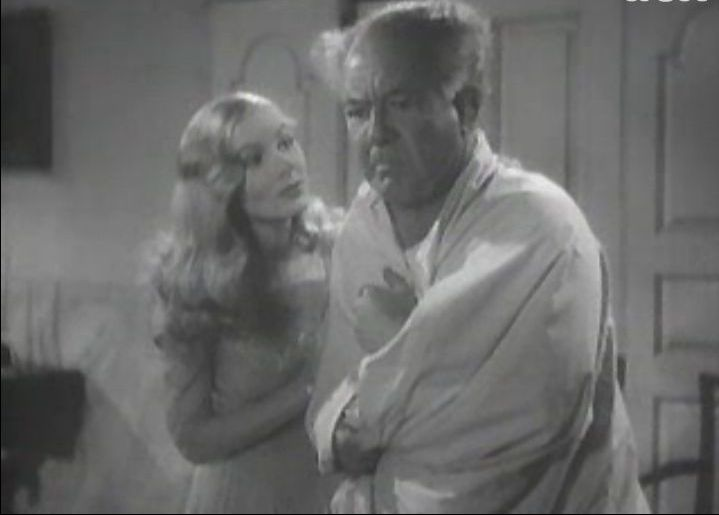
Jennifer és apja, a frissen érkezett varázsló, Daniel

Jennifer apja, Daniel, a varázsló boszorkánymester (Cecil Kellaway), immár emberi alakban, szintén megjelenik a Wooley-házban, a magára hagyott Jennifernél. Rémülten hallja, hogy nem Wallace, hanem Jennifer itta meg a bájitalt, Wallace pedig egy hárpiát készül feleségül venni, éppen Jennifer átka miatt. Daniel gyűlöli a Wooley-kat, és nem akarja, hogy Jennifer bármi jót tegyen Wallace-szal. Elmennek az esküvőre, ahol Daniel vihart támaszt, és botrányt kavar. Wooley revolverét megbűvöli, az magától lepuffantja őt, hogy Wooley, akinek őse máglyára küldte őt, most ő maga égjen el a villamosszékben. Később feltámad, benyakal egy üveg likőrt, majd megpróbálja Wallace-t békává változtatni, de alkoholos állapotában elfelejti a varázsigét, sőt kiesik az ablakon. A rendőröket megpróbálja patkánnyá változtatni, de ez sem sikerül, fogdába zárják. Estelle azonban rajtakapja Wallace-t és Jennifert, amint szenvedélyesen átölelik egymást. Rögtön otthagyja az esküvőt. Dühöngő apja bosszút esküszik, a sajtóban fogja tönkretenni Wallace Wooley-t-t. Ő azonban teljesen belezúg Jenniferbe és együtt szöknek meg a lincselés elől.
Éjszaka egy békebíró a házában összeadja őket. A nászéjszakán Jennifer bevallja, hogy boszorkány, de a férfi nem hisz neki. A lány varázslattal megmenti férje politikai karrierjét. A megbűvölt választók mind Wallace Wooley-ra szavaznak, még dühöngő egykori apósjelöltje, J.B. Masterson is. A szavazócédulákon a rossz helyre tett X-ek átmásznak Wooley rovatába. Wooley földcsuszamlás-szerű győzelmet arat, ellenfele zérus szavazatot kapott, tehát még ő maga is Wooley-ra voksolt. Kormányzó lesz, de gyanakodni kezd, talán csakugyan boszorkány a felesége?
Daniel kijózanodva kivarázsolja magát a fogdából. Megbünteti Jennifert, mert emberi érzelmeinek engedve szerelembe esett és elárulta egy embernek, hogy boszorkány. Apja ezért megfosztja őt varázserejétől, és büntetésül vissza kell térnie a fába, amíg a most élő emberek ki nem halnak. A megrémült Jennifer félbeszakítja férjének győzelmi beszédét és könyörögve kéri, segítsen neki elmenekülni. Beugranak egy taxiba, de kiderül, hogy Daniel vezeti az autót. A taxi a levegőbe emelkedik és eltűnik az üldöző rendőrök elől. Daniel visszarepül az autóval a tölgyfához. Jennifer lelke kiszáll, Wooley csak élettelen testét viheti haza.
Éjfél van. Wallace Wooley-t gyász és kétségbeesés gyötri feleségének elvesztése miatt. Jennifer ráveszi apját, menjenek utána, hogy jobban lássák, mennyire szenved. Két füstfelhő formájában bejutnak Wallace szobájába. Daniel nagy kárörömmel szemléli Wallace keserűségét, közben bebújik egy nyitva hagyott likőrös üvegbe, jól berúg. Jennifer visszaszökik a testébe, életre kap és gyorsan bedugaszolja az üveget, amelyből kihallatszik a szellem vidám dudorászása.
Eltelt hét esztendő. Jennifernek és Wallace-nak már három gyermeke van. A palack, amelyben nagyapjuk tartózkodik, lakat és rács mögé van elzárva. Margaret, a házvezetőnő jelenti a szülőknek, hogy a legkisebb leány állandóan seprűn lovagol. Jennifer fél, hogy ebből még baj lehet. A szülők aggódva tekintenek a jövőbe…

## Szereplők
| Szerep                                                       | Színész             | Magyar hang       |
| ------------------------------------------------------------ | ------------------- | ----------------- |
| Wallace Wooley és ősei: Jonathan / Nathaniel / Samuel Wooley | Fredric March       | Somogyvári Rudolf |
| Jennifer, a boszorkány                                       | Veronica Lake       | Váradi Hédi       |
| Dr. Dudley White                                             | Robert Benchley     | Erdődy Kálmán     |
| Estelle Masterson                                            | Susan Hayward       | Soós Edit         |
| Daniel boszorkánymester                                      | Cecil Kellaway      | Csákányi László   |
| Margaret, Wooley házvezetőnője                               | Elizabeth Patterson | N/A               |
| J.B. Masterson, Estelle apja                                 | Robert Warwick      | Képessy József    |
| Purity Sykes                                                 | Marie Blake         | Csűrös Karola     |
| Fotós                                                        | Billy Bletcher      | Komlós András     |
| Csapos                                                       | Chester Conklin     | Kautzky József    |
| Joe taxisofőr                                                | Frank Mills         | Szabó Sándor      |
| Békebíró                                                     | Aldrich Bowker      | Kiss Ferenc       |
| Martha                                                       | Viola Moore         | Vay Ilus          |
| Tökmagárus                                                   | N/A                 | Körmendi János    |
| Rab a fogdában                                               | N/A                 | Farkas Antal      |
| Rab a fogdában                                               | N/A                 | Somogyvári Pál    |
| Fogdás rendőr                                                | N/A                 | Rajhona Ádám      |
| Továbbiak                                                    | N/A                 | Miklósy György    |

## Filmzene
A film zeneszerzőjét, Roy Webbet 1943-ban a legjobb eredeti filmzenének járó Oscar-díjra jelölték a drámai és vígjátéki filmkategóriákban.